# 216 Eskadra Bombowa
216 eskadra bombowa – pododdział lotnictwa bombowego Wojska Polskiego w II Rzeczypospolitej.
Eskadra sformowania została w marcu 1939. W kampanii wrześniowej walczyła w składzie Brygady Bombowej. Wyposażona była w 9 samolotów bombowych PZL.37B Łoś i 2 samoloty transportowe Fokker F.VIIB/3m.

## Formowanie i mobilizacja
Eskadra sformowana została w marcu 1939, w składzie 215 dywizjonu bombowego. 
Personel latający i techniczny eskadry stanowili lotnicy rozwiązanych eskadr V dywizjonu bombowego z 1 pułku lotniczego.
W skład eskadry weszły trzy klucze po 3 samoloty. Klucz składający się z najbardziej doświadczonych załóg pełnił funkcje rozpoznawcze.
W czerwcu eskadra odbyła szkołę ognia lotniczego startując z lotniska Małaszewicze, a w drugiej połowie miesiąca wcielono do eskadry 8 absolwentów Szkoły Podchorążych Lotnictwa.
W sierpniu 1939, w czasie mobilizacji alarmowej, eskadra włączona została w skład 215 dywizjonu Brygady Bombowej i przemianowana na 16 eskadrę bombową. Mobilizacja nie doprowadziła do likwidacji braków w zakresie personelu latającego i wojennego wyposażenia w sprzęt.
27 sierpnia w rejon Lublina odjechał rzut kołowy eskadry. 
29 sierpnia, w czasie inspekcji lotnisk przeznaczonych dla dywizjonów bombowych „Łoś” stwierdzono, że wybrane lotnisko nie nadaje się do wykorzystania operacyjnego.
W związku z tym dowódca Brygady Bombowej nakazał przesunięcie 215 dywizjonu na lotnisko Podlodów. 
31 sierpnia rzut kołowy został przesunięty na lotnisko Podlodów. Tu dołączyły do niego samoloty eskadry.

## Walki 16 eskadry bombowej w kampanii wrześniowej
Kampanię wrześniową 216 eskadra bombowa odbyła w ramach 215 dywizjonu Brygady Bombowej.
1 września powiadomiono personel eskadry o wybuchu wojny polsko-niemieckiej i zmieniono numerację na 16 eskadrę bombową, a 215 dywizjon stał się  XV dywizjonem bombowym.
Wieczorem rozpoczęto przygotowania samolotów do działań. Przez całą noc podwieszano bomby, przygotowywano mapy, dzielono personel latający na załogi i klucze.
2 września nikt nie wydał rozkazu bojowego. Wieczorem otrzymano rozkaz: ...zdjąć bomby z samolotów i przesunąć eskadrę o świcie następnego dnia na lotnisko Stara Wieś.... Rozkaz ten wywołał głośne protesty personelu latającego. Lotnicy domagał się lotu z bombami i zrzucenia ich na miasto niemieckie w odwet za masowe bombardowania polskich miast i osiedli. Niestety, propozycja dowódcy dywizjonu, skierowana do sztabu brygady, nie została zatwierdzona.
Świtem 3 września wystartowało z Podlodowa w kierunku Węgrowa 9 „Łosi”. Z uwagi na niski pułap i mgłę szyk rozproszył się tak, że w Starej Wsi wylądowała tylko załoga dowódcy eskadry. Pozostałe samoloty lądowały w Małaszewiczach. Po ustąpieniu mgły, wszystkie samoloty dotarły na miejsce przeznaczenia. W związku ze zmianą lotniska i brakiem rozkazów wykonawczych, rzut kołowy znalazł się w odległości około 200 km od eskadry i przebywał przez tydzień w Przytocznie.
4 września eskadra bombardowała kolumny pancerne w rejonie Piotrków Trybunalski–Radomsko. Wyprawą dowodził dowódca dywizjonu. Nad cel nadlatywano kluczami w pewnych odstępach czasu tak, by opóźnić marsz kolumny pancernej. 

 Dowódca dywizjonu w swoim sprawozdaniu napisał:

Bombardowanie pojedynczymi kluczami miało dobre i ujemne strony. Bombardowanie kluczami w kilkunastominutowych odstępach miało na celu zmniejszenie szybkości przemarszu npla i cel ten w pewnym stopniu osiągnięto. Ale straty zadane tego rodzaju bombardowaniem nie mogły być duże, choć każdy samolot celował oddzielnie. Straty zadane przez bombardowanie całością dyonu seryjne byłoby na pewno znacznie większe (klucz wykonuje 3-4 naloty, a dyon - 2 razy dziennie). O godz. 4.30 wystartował jako pierwszy por. Przykorski na rozpoznanie celów. O godz. 6.00, po powrocie por. Przykorskiego, wyleciał pierwszy klucz pod d-twem kpt. Dukszto. Następnie leciał klucz za kluczem w odstępach 15-45 minut. 5 kluczy było 2 razy w ciągu dnia nad celem, a niektóre załogi latały 3 razy dziennie. Książki lotów eskadr zanotowały tego dnia 36 lotów, co było dla dyonu rekordem.

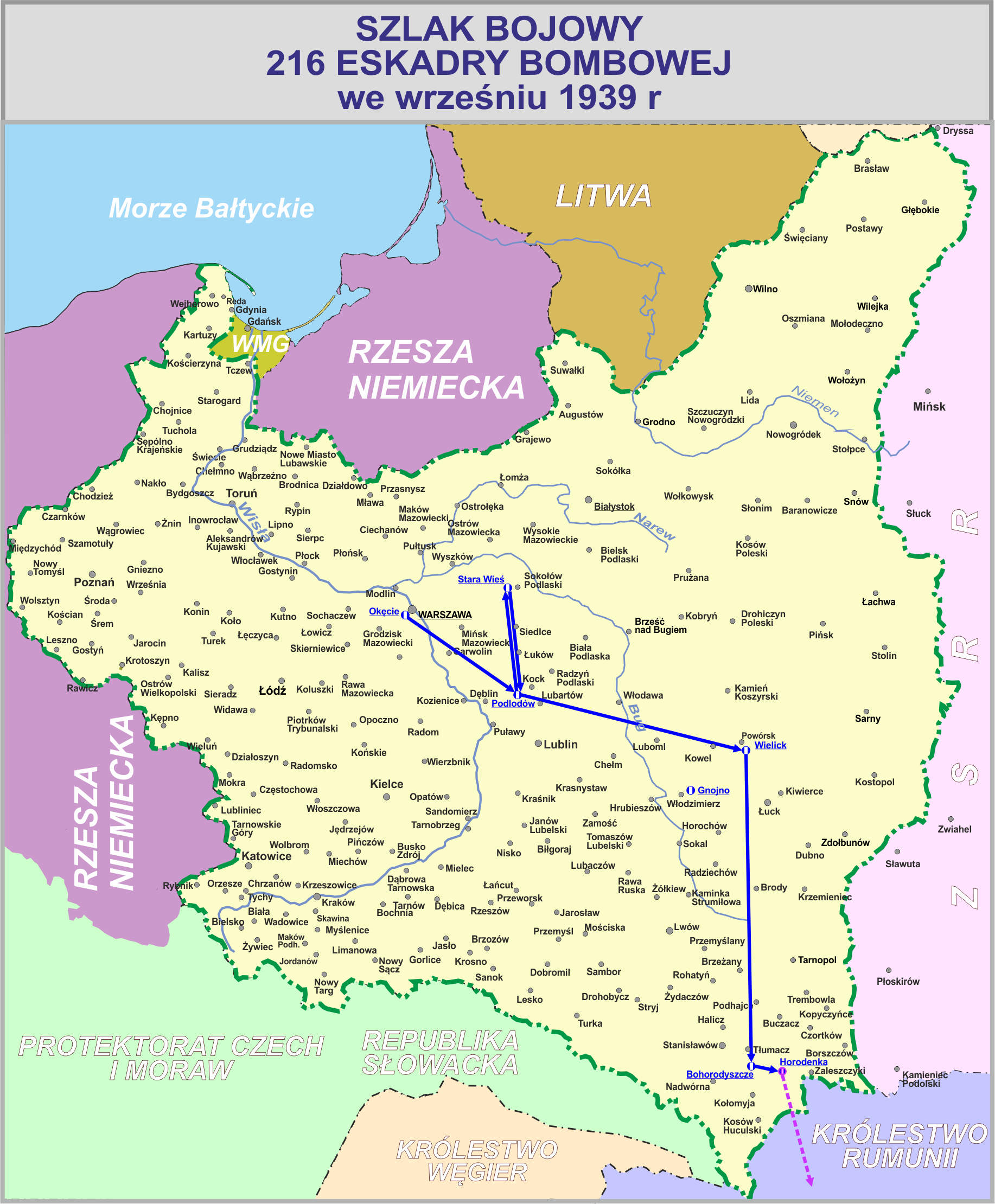

5 września bombardowano kolumny pancerne w rejonie Piotrków–Rozprza. W czasie powrotu dwa „Łosie” przymusowo lądowały. Lotnisko Stara Wieś było piaszczyste i przy starcie powstawały tumany pyłu, co szkodziło silnikom. W godzinach przedwieczornych eskadra  przesunęła się na lotnisko zapasowe Popielowo. Dawało ono możliwości dobrego maskowania dla samolotów, a pole wzlotów było trudne do wykrycia.
O świcie 6 września klucz kpt. Władysława Dukszto z załogami por. Ludwika Maślanki i ppor. Kazimierza Bernasa poleciał na bombardowanie zgrupowania czołgów na szosach Radomsko–Bełchatów i Radomsko–Piotrków. Obrzucono także bombami las w rejonie Przedbórz–Radomsko, gdzie stacjonowały pododdziały artylerii przeciwlotniczej. Część „Łosi” była wyłączona z akcji ze względu na przeglądy silników.
7 września załogi kpt. Dukszto, ppor. Szymańskiego i ppor. Bernasa bombardowały kolumnę czołgów na szosach Różan–Ostrołęka i Nowa Wieś–Ostrołęka. Po wyrzuceniu bomb, w locie powrotnym kpt. Dukszto i ppor. Bernas meldowali wspólne zestrzelenie bombowca He 111. Być może ofiarą był w rzeczywistości utracony wówczas Bf 109D G. Rödela z 2./JG21. W chwilę później w samolocie kpt. Dukszto urwała się osłona lewego silnika i sierż. pil. Piotr Nowakowski musiał lądować przymusowo na wschód od Ostrołęki rozbijając „Łosia”. Załoga ppor. Bernasa po wylądowaniu w Popielowie wskazał miejsce przyziemienia samolotu dowódcy eskadry. Wysłano tam klucz trzech łącznikowych PWS-26. Nie znalazł on jednak rozbitej maszyny, a PWS-y wylądowały kilkanaście kilometrów dalej. W tym momencie nadleciały niemieckie samoloty, które z lotu koszącego zapaliły wszystkie PWS-y. Piloci ocaleli, a spotkawszy później załogę kpt. Dukszto razem, po czterech dniach dotarli do dywizjonu.
Po południu na bombardowanie dużych formacji pancerno-motorowych w rejonie Piotrków–Łódź wyleciał klucz w składzie: por. obs. Maślanka z pchor. pil. Ryżko i strzelcami kpr. strz. Babańczykiem i Korkiem, załoga por. obs. Gajewskiego z pilotem pchor. Nowakowski i strzelcami kpr. Basajem i kpr. Młodeckim; oraz załoga ppor. Kołdeja z pilotem pchor. Cierpiłowskim i strzelcami kpr. Pysiewiczem i Wielgoszewskim. Na wysokości Radzymina załogi dostrzegły wracającą znad Warszawy niemiecką wyprawę bombową w eskorcie myśliwców.

Przebieg spotkania tak relacjonuje por. Ludwik Maślanka: 

Dnia 7 września o godz. 15.45 wystartowałem z załogą pchor. pil. Ryżko, kpr. Babańczyk i kpr. Korek. Prowadziłem klucz, a jako drugi, prawy samolot, lecieli: pchor. Nowakowski, por. obs. Gajewski. Samolot trzeci, jako lewy był prowadzony przez pchor. pil. Cierpilówskiego i ppor. obs. Koldeja. Nazwisk strzelców samolotowych i radiotelegrafistów nie pamiętam. Po wystartowaniu i zebraniu się klucza nad m. Stara Wieś leciałem nabierając wysokości w kierunku zachodnim. Przelecieliśmy miejscowości Radzymin i Wołomin. Tu zauważyłem wyprawę samolotów bombowych typu Dornier oraz nad nimi samoloty myśliwskie Messerschmitty. Wszystkie dwusilnikowe. W sumie około dwudziestu maszyn nieprzyjacielskich. Wskazałem ją pilotowi i aby nie być przez nich zauważonym – kazałem zawrócić o 180° i zejść w dół. Tu miałem czekać aż samoloty nieprzyjaciela odlecą, gdyż leciały pod kątem 45° do osi naszego lotu i byli daleko przed nami, mniej więcej 5-7 km. Pilot wykonał rozkaz. Okazało się to jednak niepotrzebne, gdyż z tylu doganiało nas 12 Me-109. Przypuszczam, że nasi strzelcy nie dostrzegli w porę tych samolotów, gdyż znajdowali się nad własnym terenem i zapewne patrzyli na ziemię zamiast obserwować niebo i meldować o zauważonych samolotach wroga. Kiedy tak nurkowaliśmy, gdzieś na wysokości 2200–1500 metrów, usłyszałem nagle serie karabinów maszynowych. Oglądam się i widzę z tylu 6 Messerschmittów oraz płat siódmego i całą sieć smug pocisków zapalających. Strzelcy nasi strzelają również do nich. Będąc pewnym zestrzelenia przypiąłem na wszelki wypadek spadochron, tę ostatnią „deskę” a raczej płachtę ratunku. Daję znak pilotowi, by wykonał wiraż w prawo i przynajmniej częściowo uszedł spod ognia nieprzyjaciela (jak stwierdzili lotnicy z 41 Eskadry było 12 Messerschmittów). Pilot nie zareagował na mój znak, gdyż był już ranny w nogę. Nagle spostrzegłem Messerschmitta, który zaatakował mnie od czoła – bezczelny typ! Nasz „Łoś” leci po prostej, a mój pilot krzyczy, że został zestrzelony samolot nr 3 (lewy boczny–ppor. Koldeja) i płonąc wali się na ziemię. Kiedy więc zauważyłem przed sobą samolot niemiecki w odległości 600–700 metrów, momentalnie otworzyłem do niego ogień. Podczas strzelania zauważyłem trzy dziury w plexiglasie, które dosłownie obramowały moją głowę. Nagle widzę dym z prawego płata maszyny niemieckiej – szaleję z radości. Ponieważ amunicja się skończyła w ładowniku usiłuję go wymienić i w tym momencie widzę nie tylko dym – celny pocisk zapalił benzynę, a ta spowodowała wybuch zbiornika rozrywając płat nieprzyjacielskiego samolotu, który w płomieniach spada na ziemię. Zdejmuję ładownik i z radością spoglądam na zegarek: jest 16.05 – zestrzeliłem Niemca! W momencie, gdy spoglądam na zegarek i zmieniam ładownik, słyszę wybuch i czuję ciepło na szyi. Oglądam się do tyłu – dostrzegam już tylko masę płomieni; maszyna pali się, płomienie liżą mnie po twarzy, rękach i kurtce skórzanej (ta mnie uratowała od spalenia). Pozostaje mi tylko wyskoczyć, by zwiać zaglądającej w oczy śmierci. Zrywam plombę, wyciskam plexiglas, który nie chce odpaść z powodu pędu powietrza i ssania. Morduję się coraz bardziej – trochę odeszło, ale kiedy opuszczam ręce plexiglas z powrotem się zamyka. Próbę powtarzam dwa, trzy razy – bezskutecznie. „Przytuliłem” się więc czołem do plexiglasu i odepchnąłem – wylatując na zewnątrz z samolotu. Tu momentalnie poczułem świeże powietrze. Wiatr zdarł mi beret z głowy. Chwyciłem za rączkę spadochronu. Lecę w prawo skos, głową w dół i rozglądam się za niemieckimi samolotami. Nie widzę ich, ale dostrzegam w oddali dwa spadochrony. Teraz pociągam za rączkę – spadochron otwiera się. Wkrótce opadłem na ściernisko. Podczas tego dramatycznego przejścia nie czułem ani zdenerwowania, ani szarpnięcia spadochronu czy też uderzenia o ziemię – był to szok nerwowy. Teraz odpiąłem spadochron, złożyłem go i zabrałem „podpachę”. Spostrzegłem biegnących ku mnie ludzi uzbrojonych w widły i drągi. Krzyczeli, że jestem szpiegiem niemieckim. Lądowałem około 300 metrów od mojej płonącej maszyny. W powietrzu latały blachy z rozerwanego płata Messerschmitta i mojego „Łosia”. Wkrótce nadjechało auto z lotnikami 41 eskadry, którzy uchronili mnie przed samosądem.

Cały klucz trzech bombowców został zestrzelony przez myśliwce Messerschmitt Bf 110 z jednostki I./ZG 1. Prawdopodobnie por. Maślanka zestrzelił atakujący go od czoła Bf 110C pilotowany przez H. Eberleina, którego pociski zestrzeliły też Łosia.
Poza por. Maślanką uratowali się jeszcze: pchor. Nowakowski i Ryżko oraz kpr. strz. Basaj. Pozostali lotnicy polegli. U por. Maślanki lekarz stwierdził poparzenie II stopnia i stłuczenie lewego uda wraz z wewnętrznym wylewem krwi ... por. Maślanka wrócił do eskadry i latał dalej... 
W tym czasie inne załogi rozpoznawały rejon Płocka i Ciechanowa oraz przeprawy nieprzyjaciela przez Wisłę. Przed wieczorem przydzielono eskadrze jednego „Łosia” z bazy Małaszewicze. Brakujące urządzenia nawigacyjne i uzbrojenie mechanicy eskadry zamontowali podczas nocy.
8 września klucz eskadry poleciał na bombardowanie przeprawy przez Narew. Po wykonaniu zadania, zgodnie z rozkazem dowódcy brygady, klucz lądował już w Podlodowie – nowym lotnisku eskadry. Do Podlodowa poleciały też pozostałe samoloty. Po wylądowaniu stwierdzono, że nad niezamaskowanym lotniskiem ciągle krążą maszyny Luftwaffe. Na interwencję kpt. Stanisława Cwynara przyleciał do Podlodowa zastępca dowódcy brygady ppłk pil. Michał Bokalski i po zapoznaniu się z aktualną sytuacją na lotnisku zarządził przeniesienie XV dywizjonu na lotnisko Wielick. Niepotrzebne i bezcelowe przesunięcie dywizjonu do Podlodowa spowodowało stratę całego dnia dla jego działań bojowych. Po południu odjechał do Wielicka rzut kołowy dywizjonu, pozostawiając w Podlodowie jedynie niezbędną ekipę do uruchomienia samolotów.
Rano 9 września samoloty odleciały do Wielicka. W kilkanaście minut później Luftwaffe zbombardowało lotnisko Podlodów.
10 i 11 września zadań bojowych nie wykonywano. Załogi odpoczywały, naprawiano samoloty i uzupełniano sprzęt. Do eskadry wcielono kpr. strz. sam. Romana Rosołowskiego z XX dywizjonu bombowego.
12 września do eskadry dołączyła załoga kpt. Dukszto wraz z pilotami plutonu łącznikowego.
13 września do Wielicka przyjechał por. Maślanka z rzutem kołowym eskadry. Z braku rozkazów nadal nie organizowano lotów bojowych.
Do Wielicka przyleciał też inż. Stanisław Riess na samolocie PZL.46 Sum. W kilka godzin później ppor. rez. pil. Antoni Widawski, lądując na samolocie PZL P.11 Kobuz uszkodził statecznik Suma.
Z braku rozkazów dowódca dywizjonu kpt. Stanisław Cwynar wysłał po południu pchor. Michała Opareńkę i kpr. pil. Illga na PWS-26 do kwatery brygady we Włodzimierzu Wołyńskim. Po długich poszukiwaniach zlokalizowano dowódcę brygady. płk dypl. obs. Władysław Eugeniusz Heller nakazywał wyszukać lotnisko w rejonie Buczacz-Horodenka, a przy braku takowych przesunąć XV dywizjon bliżej granicy polsko-rumuńskiej. Jednak kpt. Cwynar, posiadając w Wielicku bomby i paliwo, postanowił nadal operować bojowo z lotniska Wielick.
14 września klucz dowodzony przez kpt. Władysława Dukszto, z załogami  ppor. Kazimierza Bernasa i ppor. Piotra Kowalskiego, uczestniczył w bombardowaniu niemieckiej broni pancernej w rejonie Zamościa.
W locie powrotnym załoga: ppor. obs. Kowalski, pchor. pil. Wojcieszek oraz strzelcy kpr. Grzelak i Rosołowski lądowali przymusowo koło Kamienia Koszyrskiego. Do eskadry wrócił jedynie ppor. Kowalski.
W godzinach popołudniowych załogi ppor. Szymańskiego i podchorążych Kolczaka oraz Piwowarka atakowały bombami kolumny zmotoryzowane na szosie Sokal–Lwów.
15 września załogi por. Przykorskiego i podchorążych: Kolczaka oraz Piwowarka poleciały na bombardowanie jednostek pancernych w rejon Radomia. Mgła i niski pułap chmur sprawił, że zrzucono bomby na małą kolumnę pancerną między Włodzimierzem Wołyńskim a Sokalem.
Po południu w rejon Brześcia na rozpoznanie samolotem PWS-26 polecieli pchor. obs. Srzednicki z plut. pil. Kłosowskim. W rejon Łucka i Kowla także na PWS-26 polecieli pchor. Kolczak z plut. pil. Szymanowskim. Oba loty stwierdziły obecność oddziałów pancerno-motorowych w rozpoznawanych obszarach.
Ze względu na potencjalne zagrożenie lotniska Wielick przez Luftwaffe, kpt. Cwynar rozkazał w nocy podwiesić bomby wszystkim „Łosiom” XV dywizjonu.
16 września część samolotów poleciała na bombardowanie w rejon Siedlce–Brześć, a pozostałe załogi miały zbombardować kolumny pancerne w rejonie Włodzimierza Wołyńskiego. Po wykonaniu zadania lądowano koło Buczacza. Do eskadry wcielono komendanta lotniska Wielick ppor. rez. obs. Jerzego Polkowskiego.
Rzut kołowy zabrał sprzęt niezbędny dla dalszej obsługi samolotów i rzeczy najpotrzebniejsze i przegrupował się do nowego m.p. Personel naziemny z nadwyżką załóg wymaszerował pieszo do Buczacza.
17 września porucznik Maślanka dokonał rozpoznania na RWD-13 terenów na lądowiska. O 17.00 pięć „Łosi” eskadry przyleciało na lądowisko Bohorodyszcze.
Nad ranem 18 września dotarł do eskadry rozkaz szefa sztabu naczelnego dowódcy lotnictwa i OP gen. Stanisława Ujejskiego ewakuacji do Rumunii. Odlot 5 „Łosi”  nastąpił o 8.00, a rzut kołowy przez Niżniów, Kołomyję i Kuty dotarł do granicy polsko-rumuńskiej w godzinach popołudniowych.
| Działania eskadry | Działania eskadry | Działania eskadry | Działania eskadry |
| ----------------- | --- | --- | --- |
|                   | loty bojowe | tonaż bomb | zestrzelenia |
| 48                | 40 ton | 2 Me-109 | |
| Straty eskadry    | | | |
| polegli           | por. Gajewski, ppor. Kołdej, pchor. Cierpiłowski, kpr. Babańczyk, kpr. Korek, kpr. Młodecki, kpr. Pysiewicz, kpr. Wielgoszewski. | por. Gajewski, ppor. Kołdej, pchor. Cierpiłowski, kpr. Babańczyk, kpr. Korek, kpr. Młodecki, kpr. Pysiewicz, kpr. Wielgoszewski. | por. Gajewski, ppor. Kołdej, pchor. Cierpiłowski, kpr. Babańczyk, kpr. Korek, kpr. Młodecki, kpr. Pysiewicz, kpr. Wielgoszewski. |
| ranni             | pchor. Ryżko. | pchor. Ryżko. | pchor. Ryżko. |
| zaginieni         | pchor. Nowakowski, pchor. Wojcieszek, kpr. Basaj, kpr. Grzelak, kpr. Rosołowski.                                                 | pchor. Nowakowski, pchor. Wojcieszek, kpr. Basaj, kpr. Grzelak, kpr. Rosołowski.                                                 | pchor. Nowakowski, pchor. Wojcieszek, kpr. Basaj, kpr. Grzelak, kpr. Rosołowski.                                                 |
| Samoloty          | | | |
| stan              | uzupełnienie | zniszczone | ewakuacja |
| 9 PZL P-37B „Łoś” | 2 | 6 | 5 |

## Personel eskadry
| Stanowisko         | Stopień, imię i nazwisko             | Przydział we wrześniu 1939 |
| ------------------ | ------------------------------------ | -------------------------- |
| dowódca eskadry    | kpt. Władysław Dukszto               | dowódca eskadry            |
| zastępca dowódcy   | por. Kazimierz Franciszek Przykorski |                            |
| oficer techniczny  | ppor. Władysław Wygonowski           |                            |
| starszy obserwator | por. Jan Stąpor                      |                            |
| obserwator         | por. Włodzimierz Cezary Gajewski     |                            |
| obserwator         | ppor. Władysław Kołdej               |                            |
| obserwator         | ppor. Marek Antoni Rusiecki          |                            |

| Dowództwo eskadry | Dowództwo eskadry | Dowództwo eskadry |
| Stanowisko | Stopień, imię i nazwisko | Stopień, imię i nazwisko |
| --- | --- | --- |
| dowódca | kpt. obs. Władysław Dukszto | kpt. obs. Władysław Dukszto |
| oficer taktyczny | por. obs. Kazimierz Franciszek Przykorski | por. obs. Kazimierz Franciszek Przykorski |
| oficer techniczny | ppor. techn. Władysław Wyganowski († 2 III 1945) | ppor. techn. Władysław Wyganowski († 2 III 1945) |
| szef mechaników | st. majster wojsk. Wacław Oyrzanowski | st. majster wojsk. Wacław Oyrzanowski |
| szef administracyjny | plut. Alojzy Piechnik; st. sierż. Walenty Walczak? | plut. Alojzy Piechnik; st. sierż. Walenty Walczak? |
| Załogi samolotów | | |
| Piloci | Obserwatorzy | Strzelcy pokładowi |
| ppor. pil. Wacław Cierpiłowski ppor.pil. Witold Domański kpr pil. Stanisław Kłosowski sierż. pil. Ignacy Mikołajczak ppor. pil. Jan Nowakowski sierż. pil. Piotr Nowakowski ppor. pil. Marek Rusiecki ppor. pil. Władysław Ryżko st. sierż. pil. Henryk Szwedowski plut. pil. Kazimierz Szymanowski ppor. pil. Wiktor Wojcieszek | ppor. obs. Kazimierz Bernas ppor. obs. Tadeusz Bossowski por. obs. Włodzimierz Gajewski pchor. obs. Stanisław Kolczak por. obs. Władysław Kołdej ppor. obs. Piotr Kowalski ppor. obs. Ludwik Maślanka ppor. obs. Michał Opareńko ppor. obs. Bolesław Piwowarek ppor. obs. Tadeusz Srzednicki ppor. obs. Zygmunt Szymański ppor. obs. Jerzy Polkowski | kpr. Stanisław Babańczyk kpr. Stanisław Basaj kpr. Jan Bator kpr. Antoni Berger kpr. Wacław Brzeziński kpr. Bazyli Chmaruk kpr. Bernard Chrzanowski kpr. Józef Domin. kpr. Marian Grzelak kpr. Leon Hampel kpr. Franciszek Janik kpr. Paweł Kamiński kpr. Florian Korek kpr. Jan Kozubek kpr. Tadeusz Madejski kpr. Jerzy Młodecki kpr. Karol Pysiewicz kpr. Franciszek Szuba kpr. Władysław Urbanowicz kpr. Kazimierz Wielgoszewski kpr. Stefan Wybraniec kpr. Roman Rosołowski |

## Samoloty eskadry
Uzbrojenie eskadry w 1939 stanowiło 9 samolotów bombowych PZL.37B Łoś i 2 samoloty transportowe Fokker F.VIIB/3m.

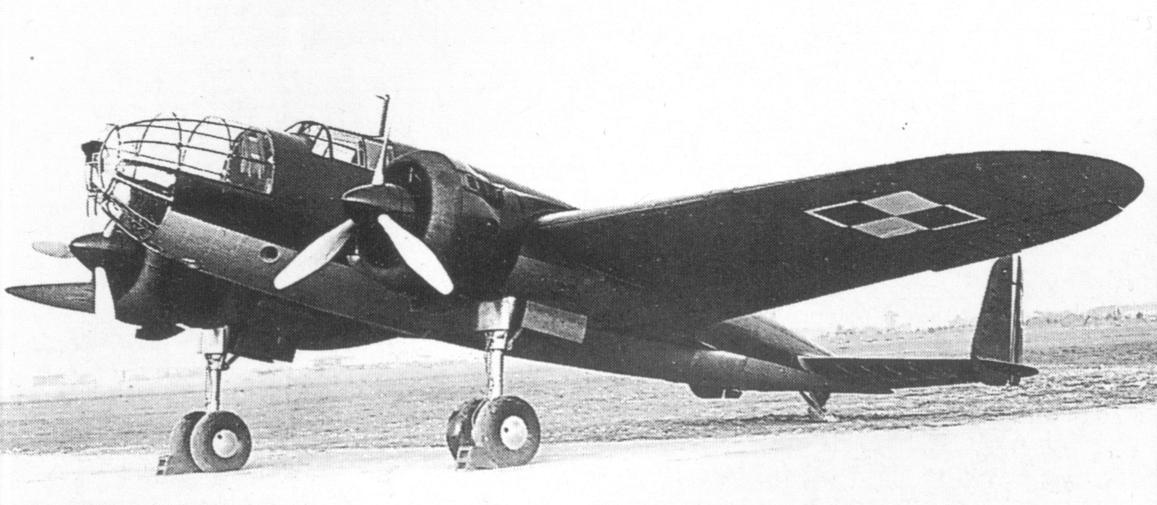
PZL.37B Łoś
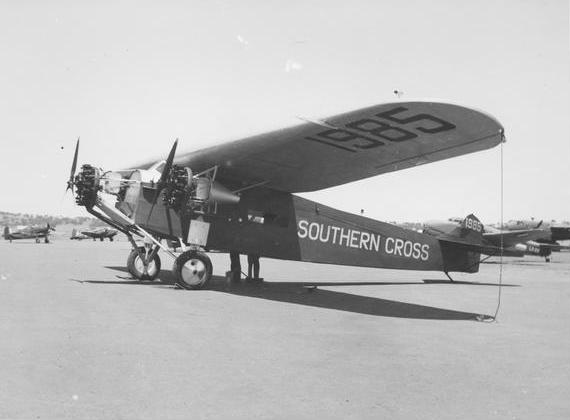
Fokker F.VII